# Luchtdichtheid
De luchtdichtheid (ook dichtheid van lucht, of atmosferische dichtheid) is de luchtmassa die zich in een bepaald volume bevindt en wordt aangeduid met  ρ. Op zeeniveau wordt de lucht sterker gecomprimeerd door de luchtmassa erboven, rond 1,2041 kg/m³ (kilogram per kubieke meter) bij een temperatuur van 20 °C, dan op grotere hoogte. Vloeibare lucht heeft een dichtheid van 875 kg per kubieke meter.

## Invloeden

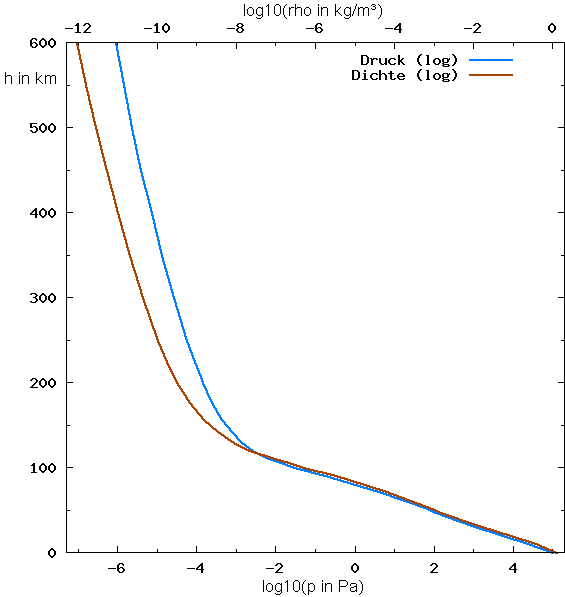
Gemiddelde luchtdichtheid en druk afhankelijk van de hoogte

Op de grond heeft lucht een hogere dichtheid, lucht is namelijk dichter hoe langer de luchtkolom erboven is. Met toenemende hoogte neemt de lengte van de naar beneden drukkende luchtkolom af, wat betekent dat de luchtdruk daalt. Hierdoor is ook de luchtdruk op de grond dichter dan op grotere hoogte. Een vuistregel is dat de luchtdruk halveert voor elke 5.500 meter hoogte. 
Ook is lucht dichter naarmate de temperatuur lager is. De temperatuur is over het algemeen het hoogst aan de grond en neemt af met toenemende hoogte, zie verticale temperatuurgradiënt. Zo heeft het terrein vlak aan de grond invloed op de luchttemperatuur; iets hoger kunnen inversies temperatuurschommelingen veroorzaken. Als de temperatuur op alle hoogten hetzelfde zou zijn, zouden de luchtdruk en de luchtdichtheid ook afnemen met toenemende hoogte, volgens de algemene gaswet (de barometrische hoogteformule):
{\displaystyle p(h_{1})=p(h_{0})e^{-{\frac {\Delta h}{h_{s}}}}} met {\displaystyle h_{s}={\frac {RT}{Mg}}}.
De theoretische afname van de luchtdruk en de dichtheid, die elke 5.500 meter zou moeten halveren, is niet helemaal nauwkeurig, maar is wel een goede benadering.
- 90% van de atmosfeer bevindt zich onder de 20 km hoogte.
- 75% van de atmosfeer bevindt zich onder de 10 km hoogte.
- 50% van de atmosfeer bevindt zich onder de 5 km hoogte.

## Berekening
Men berekent de ontwikkeling van luchtmassa als volgt.
Als lucht als een ideaal gas wordt beschouwd, wordt de luchtdichtheid berekend als ρ in kg/m³:
{\displaystyle \rho ={\frac {p\cdot M}{R\cdot T}}}
met
- de luchtdruk p in pascal in de standaardatmosfeer ; atmosferische luchtdruk {\displaystyle p_{0}=101\,325\,\mathrm {Pa} =1013{,}25\,\mathrm {hPa} =1013{,}25\,\mathrm {mbar} =1{,}01325\,} bar
- de molaire massa M (in SI-eenheden {\displaystyle \mathrm {\frac {kg}{mol}} })
- de universele gasconstante {\displaystyle R=8{,}3145\,\mathrm {J/(mol\cdot K)} } met de energie erin J (= N·m)
- de temperatuur T in kelvin; {T in kelvin} = {temperatuur in °C} + 273,15

Door het invoeren van de specifieke gasconstante {\displaystyle R_{\mathrm {S} }={\frac {R}{M}}=287{,}058\ \mathrm {\frac {J}{kg\cdot K}} } voor droge lucht krijg je:
{\displaystyle \rho ={\frac {p}{R_{\mathrm {S} }\cdot T}}} .

## Temperatuurafhankelijkheid

Luchtdichtheid als functie van de temperatuur bij een druk van 1 atm

| temperatuur {\displaystyle \vartheta } in °C | temperatuur T in K | Luchtdichtheid {\displaystyle \rho } kg/m³ | Opmerkingen                      |
| -------------------------------------------- | ------------------ | ------------------------------------------ | -------------------------------- |
| +35                                          | 308.15             | 1,1455                                     |                                  |
| +30                                          | 303.15             | 1.1644                                     |                                  |
| +25                                          | 298,15             | 1.1839                                     |                                  |
| +20                                          | 293,15             | 1,2041                                     | Laboratoriumomstandigheden       |
| +15                                          | 288,15             | 1,2250                                     | Luchtvaart standaardatmosfeer    |
| +10                                          | 283,15             | 1,2466                                     |                                  |
| +5                                           | 278,15             | 1,2690                                     |                                  |
| 0                                            | 273,15             | 1,2922                                     | standaard fysieke omstandigheden |
| −5                                           | 268,15             | 1,3163                                     |                                  |
| −10                                          | 263,15             | 1,3413                                     |                                  |
| −15                                          | 258.15             | 1,3673                                     |                                  |
| −20                                          | 253,15             | 1,3943                                     |                                  |
| −25                                          | 248.15             | 1,4224                                     |                                  |

## Vochtafhankelijkheid
Voor een exacte vaststelling van de luchtdichtheid moet rekening worden gehouden met de luchtvochtigheid, omdat hierdoor de gasconstante van de lucht verandert:
{\displaystyle R_{\mathrm {f} }={\frac {R_{\mathrm {S} }}{1-\varphi \cdot {\frac {p_{\mathrm {d} }}{p}}\cdot (1-{\frac {R_{\mathrm {S} }}{R_{\mathrm {d} }}})}}}
met
- de gasconstante {\displaystyle R_{\mathrm {S} }=287{,}058\,\mathrm {\frac {J}{kg\cdot K}} } de droge lucht
- de gasconstante {\displaystyle R_{\mathrm {d} }=461{,}523\,\mathrm {\frac {J}{kg\cdot K}} } van waterdamp
- de relatieve vochtigheid {\displaystyle \varphi } (bijv. B. 0,76 = 76 %)
- de verzadigingsdampdruk {\displaystyle p_{\mathrm {d} }} van water in de lucht, dat is weergegeven in de tabel. Er zijn ook empirische formules met verschillende nauwkeurigheid, zoals de Magnus-formule of de vergelijking van Antoine.
- de omgevingsdruk {\displaystyle p} in Pascals.

Nadat de gasconstante is aangepast, kan de vergelijking:
{\displaystyle \rho ={\frac {p}{R_{\mathrm {f} }\cdot T}}}
worden gebruikt.

### Exacte vaststelling
Om meetfouten te minimaliseren wordt aanbevolen om een aspiratiepsychrometer te gebruiken om de luchtvochtigheid te bepalen en een kwikbarometer om de omgevingsdruk te bepalen. De barometerstand moet nog worden gecorrigeerd voor capillariteit, piekhoogte van het kwikniveau, temperatuurafhankelijke dichtheid van kwik en lokale valversnelling.

## Omgekeerde
De omgekeerde waarde van de dichtheid, het soortelijk volume, heeft in de meteorologie het formulesymbool α en in de thermodynamica het formulesymbool vlucht :
{\displaystyle \alpha =v_{\text{lucht}}={\frac {1}{\rho }}} .